# Зоряне ядро

Будова Сонця з ядром унизу

Зоряне ядро — це надзвичайно гаряча, щільна область у центрі зірки. Для звичайної зірки головної послідовності область ядра — це об’єм, де температура і тиск дозволяють виробляти енергію за допомогою термоядерного синтезу з водню в гелій. Ця енергія, у свою чергу, врівноважує масу зірки, що тисне всередину; процес, який самостійно підтримує умови теплової та гідростатичної рівноваги. Мінімальна температура, необхідна для зіркового синтезу водню, перевищує 107 К (10), тоді як щільність у ядрі Сонця перевищує 100. Ядро оточене зоряною оболонкою, яка транспортує енергію від ядра до зоряної атмосфери, де вона випромінюється в космос. 

## Головна послідовність

Зірки головної послідовності великої маси мають конвективні ядра, зірки середньої маси мають радіаційні ядра, а зірки малої маси повністю конвективні.

Зірки головної послідовності відрізняються основним механізмом генерації енергії в їх центральній області, яка об’єднує чотири ядра водню в один атом гелію за допомогою термоядерного синтезу. Сонце є прикладом цього класу зірок. Коли утворюються зірки з масою Сонця, область ядра досягає теплової рівноваги приблизно через 100 мільйон (108) років і стає радіаційним. Це означає, що вироблена енергія транспортується з ядра через випромінювання та провідність, а не через масовий транспорт у формі конвекції. Над цією сферичною радіаційною зоною розташована невелика зона конвекції трохи нижче зовнішньої атмосфери.
При меншій масі зірки зовнішня конвекційна оболонка займає все більшу частину оболонки, а для зірок з масою близько 0.35 (35% маси Сонця) або менше (включаючи невдалі зірки), уся зірка є конвективною, включаючи область ядра.  Ці зірки дуже малої маси (VLMS) займають пізній діапазон зірок головної послідовності M-типу або червоних карликів. VLMS є основним зоряним компонентом Чумацького Шляху в понад 70% загального населення. Кінець низької маси діапазону VLMS досягає приблизно 0.075, нижче якого звичайний (недейтерієвий) синтез водню не відбувається, і об’єкт позначається як коричневий карлик. Температура ядра для VLMS зменшується зі зменшенням маси, тоді як щільність збільшується. Для зірки з 0.1, температура ядра близько 5 при щільності близько 500. Навіть на нижній межі температурного діапазону водень і гелій в області ядра повністю іонізовані. 

Логарифм відносного виходу енергії (ε) процесів протон-протон (pp), CNO та потрійного α-ядерного синтезу при різних температурах (T). Пунктирна лінія показує комбіноване генерування енергії процесами pp і CNO всередині зірки.

Нижче близько 1.2 M☉, виробництво енергії в зоряному ядрі відбувається переважно через протон-протонну ланцюгову реакцію, процес, для якого потрібен лише водень. Для зірок понад таку масу генерація енергії все більше відбувається за рахунок циклу CNO, процесу синтезу водню, який використовує проміжні атоми вуглецю, азоту та кисню. На Сонці лише 1,5% чистої енергії надходить із циклу CNO. Для зірок на 1.5 M☉ , де температура ядра досягає 18 MK, половина виробництва енергії надходить від циклу CNO, а половина – від ланцюга pp.  Процес CNO більш чутливий до температури, ніж ланцюг pp, при цьому більша частина виробництва енергії відбувається поблизу самого центру зірки. Це призводить до більш сильного теплового градієнта, який створює конвективну нестабільність. Отже, область ядра є конвективною для зірок вище приблизно 1.2 M☉.
Для всіх мас зірок у міру споживання водню в ядрі температура зростає, щоб підтримувати рівновагу тиску. Це призводить до збільшення швидкості виробництва енергії, що, у свою чергу, призводить до збільшення світності зірки. Тривалість життя основної фази злиття водню зменшується зі збільшенням маси зірки. Для зірки з масою Сонця цей період становить близько десяти мільярдів років. У 5 час життя 65 мільйонів років, а в 25 період синтезу водню в ядрі становить лише шість мільйонів років.  Найдовгоживучі зірки — це повністю конвективні червоні карлики, які можуть залишатися на головній послідовності протягом сотень мільярдів років і більше. 

## Зорі субгіганти
Коли зірка перетворила весь водень у своєму ядрі на гелій, ядро більше не в змозі підтримувати себе і починає руйнуватися. Він нагрівається і стає достатньо гарячим, щоб водень в оболонці за межами ядра почав синтез. Ядро продовжує руйнуватися, а зовнішні шари зірки розширюються. На цій стадії зірка є субгігантом. Зірки з дуже малою масою ніколи не стають субгігантами, оскільки вони повністю конвективні.
Зірки з масою приблизно від 0.4 M☉ і 1 M☉  мають маленькі неконвективні ядра на головній послідовності та розвивають товсті водневі оболонки на субгігантській гілці. Вони проводять кілька мільярдів років на субгігантській гілці, при цьому маса гелієвого ядра повільно збільшується в результаті синтезу водневої оболонки. Згодом ядро вироджується, і зірка розширюється на гілку червоного гіганта. 
Зірки з більшою масою мають принаймні частково конвективні ядра в головній послідовності, і вони розвивають відносно велике гелієве ядро перед тим, як вичерпати водень у всій конвективній області та, можливо, у більшій області через конвективне перевищення. Коли синтез ядра припиняється, ядро починає руйнуватися, і воно настільки велике, що гравітаційна енергія фактично підвищує температуру та світність зірки на кілька мільйонів років, перш ніж вона стане достатньо гарячою, щоб запалити водневу оболонку. Як тільки водень починає зливатися в оболонці, зірка охолоджується, і її вважають субгігантом. Коли ядро зірки більше не зазнає термоядерного синтезу, але його температура підтримується синтезом навколишньої оболонки, виникає максимальна маса, яка називається межею Шенберга–Чандрасекара. Коли маса перевищує цю межу, ядро руйнується, а зовнішні шари зірки швидко розширюються, перетворюючись на червоного гіганта. У зірках приблизно до 2 M☉, це відбувається лише через кілька мільйонів років після того, як зірка стає субгігантом. Зірки масивніші за 2 M☉  мають ядра вище межі Шенберга–Чандрасекара, перш ніж вони покинуть головну послідовність. 

## Зорі гіганти

Відмінності в структурі зірки на головній послідовності, на гілці червоного гіганта та на горизонтальній гілці

Одного разу запас водню в ядрі зірки з малою масою становить не менше 0.25  виснажується, він покине головну послідовність і розвиватиметься вздовж гілки червоного гіганта діаграми Герцшпрунга–Рассела. Ті зірки, що еволюціонують, мають приблизно 1.2 M☉  буде стискати їх ядро, доки водень не почне зливатися через pp-ланцюг разом з оболонкою навколо інертного гелієвого ядра, проходячи вздовж субгігантської гілки. Цей процес постійно збільшуватиме масу гелієвого ядра, спричиняючи підвищення температури водневої оболонки, доки вона не зможе генерувати енергію через цикл CNO. Через температурну чутливість процесу CNO ця воднева оболонка буде тоншою, ніж раніше. Неядерні конвекційні зірки вище 1.2 M☉, які спожили водень свого ядра через процес CNO, стискають свої ядра та безпосередньо еволюціонують у гігантську стадію. Збільшення маси та щільності гелієвого ядра призведе до того, що зірка збільшиться в розмірі та світності, коли вона еволюціонує вгору по гілці червоного гіганта. 
Для зірок у діапазоні мас 0.4–1.5, гелієве ядро вироджується до того, як нагріється достатньо, щоб гелій почав синтез. Коли густина виродженого гелію в ядрі є достатньо високою – близько 10×106 з температурою приблизно 10×108 − відбувається ядерний вибух, відомий як «спалах гелію». Ця подія не спостерігається за межами зірки, оскільки вивільнена енергія повністю витрачається на підйом ядра з електронного виродження до нормального газового стану. Гелієве термоплавке ядро розширюється, щільність зменшується приблизно до 103 − 104 g cm−3, тоді як оболонка зірки стискається. Зараз зірка знаходиться на горизонтальній гілці, а фотосфера демонструє швидке зменшення світності в поєднанні зі збільшенням ефективної температури. 